# Петрушов, Илья Сергеевич
Илья Сергеевич Петрушов (род. 9 августа 1994 года) — российский волейболист, либеро клуба «Факел».

## Карьера
Воспитанник новосибирского волейбола. В составе молодёжной команды дважды (2013, 2015) становился обладателем Кубка России (Молодёжная лига), в 2013 году стал бронзовым призёром Молодёжной лиги.
Привлекался в молодёжные сборные страны. В 2013 году стал чемпионом мира среди юношей (до 21 года).
В 2015 году стал чемпионом мира среди молодёжи (до 23 лет).
Приказом министра спорта удостоен звания мастера спорта международного класса.